# 拔萝卜
《拔萝卜》是一部中国上海美术电影制片厂制作的美术动画短片。

## 剧情简介
小白兔找到了一只大萝卜，但他用尽力气也拔不出来。他先后请来了小猴、小猪、小熊来帮忙，都没能成功拔出萝卜。最后大家决定排成一排，齐心协力往一处使力，终于拔出了大萝卜。

## 影响
1957年1月，上海美术电影制片厂在上海成立，建厂后的第一部动画片就是《拔萝卜》，它采用先期录音乐，然后绘制、拍摄影片的工艺流程。